# Дом проклятых
«Призрак», англ. Spectre (также известный как Дом проклятых, англ. House of the Damned и англ. Escape to Nowhere) — американский фильм ужасов 1996 года режиссёра Скотта Леви с Грегом Эвиганом и Александрой Пол в главных ролях.
В фильме рассказывается об американской семье, которая переезжает в ирландский особняк, населенный множеством призраков. Хотя содержание фильма — мистическое, дополнительное напряжение ему придаёт сюжет о супружеской неверности и ревности.
Фильм был показан на Showtime в рамках сериала «Роджер Корман представляет». Вскоре после снятия фильма Скотт Леви завершил свою короткую режиссёрскую карьеру.

## Сюжет
Две уборщицы отправляются на уборку поместья Глен-Эбби, отдаленного поместья в Ирландии, и сталкиваются с рядом пугающих происшествий. На одну из них нападают крысы, и она пытается сбежать на своей машине, которая по необъяснимым причинам взрывается.
Некоторое время спустя женатая американская пара Уилл и Мора Саут вместе со своей дочерью Обри переезжают в поместье Глен-Эбби после того, как Мора унаследовала его от родственника. Их брак переживает нелёгкие времена после того, как писатель Уилл изменил Море. Почти сразу после переезда семью преследуют различные странные явления, такие как бестелесные голоса и сбой компьютера Уилла. В их первую ночь на Обри в её комнате нападает чудовищное привидение, которое исчезает. В ужасе Уилл и Мора консультируются с Эдвардом Ши, самозваным ясновидящим, и просят его исследовать дом.
Во время расследования со своей помощницей Эми Эдварду является видение женщины, которая подвергается сексуальному насилию — на неё нападает отрубленная рука. Эми просматривает на своем компьютере архив записей о смерти и находит запись о семье Лондриган, которая проживала в доме в конце XIX века. Джеймс Лондриган, отец, умер от пневмонии, а его жена Мэрион покончила жизнь самоубийством в доме; свидетельство о смерти их дочери Коллин не обнаружилось. Мора обеспокоена этой новостью, так как Обри упоминала имя Коллин, но Мора думала, что так она называет одну из своих кукол.
Эдвард и Эми исследуют подвал дома, где Уилл обнаруживает амулет с руническими символами. За кирпичной стеной они обнаруживают останки Коллин, которая, по-видимому, была убита своей матерью. После того, как Коллин устроили религиозные похороны, Уилл и Мора приглашают Эдварда, Эми и отца Шеймуса, местного приходского священника, на ужин. В своей спальне Обри видит, как туда приходит неизвестная монахиня; тем временем во время ужина внизу Уилл, Мора и их гости подвергаются жестокому нападению полтергейста, который разбивает окна и бросает в них ножи и посуду. Эдвард убегает наружу. Позднее Уилл и Мора находят его обезглавленное тело на земле, его отрубленная голова лежит на выступе над дверным проемом под горгульей, размахивающей косой. Когда Уилл и Мора пытаются забрать Обри из её спальни, они обнаруживают, что из комнаты исходит яркий свет, а Обри пропала.
Отец Шеймус объясняет, что он поместил амулет в подвал дома, и их вмешательство сверхъестественную энергию, которую вызвали Джеймс и Мэрион Лондриган, которые, как он утверждает, практиковали там чёрную магию. После того, как отец Шеймус завершает ритуал, они обнаруживают Обри в ловушке за стеной, где раньше были найдены останки Коллин, и ломают стену, чтобы спасти её.
После того, как отец Шеймус и Эми уходят, Мора обвиняет Уилла в том, что он завязывает роман с Эми, что он отрицает. Той же ночью Море снится, как Уилл насмехается над ней во время секса с Эми. На следующее утро, когда семья готовится вернуться в Калифорнию, у Моры возникает видение, будто Уилл занимается сексом с Эми в семейной машине. Убеждённая, что событие действительно произошло, она запирается в доме вместе с Обри так, чтобы Уилл туда не попал.
Очевидно, одержимая злыми силами, Мора запирает Обри в своей спальне. Уилл идет в церковь посоветоваться с отцом Шеймусом, но находит его мёртвым, стоящим на коленях у алтаря. Тем временем Обри видит, как ей является Коллин, и тут же после этого на неё нападает Мора с тесаком. Уилл возвращается в дом, вооружённый кинжалом, который оставил отец Шеймус. Ему удаётся проникнуть внутрь, где на него нападает Мора, вооружённая тесаком и ножами. Уиллу удаётся повалить Мору на землю, а затем ударить её кинжалом в грудь. После этого из раны исходит луч света — Мора просыпается, исцеляется и возвращается к своему прежнему состоянию. Дом внезапно начинает рушиться вокруг них, и они выбегают наружу, где становятся свидетелями того, как он превращается в пылающий ад.

## В ролях
- Грег Эвиган — Уилл Саут
- Александра Пол — Мора Саут
- Брайана Эвиган — Обри Саут
- Имон Дрейпер — отец Шеймус
- Дик Донахью — доктор Эдвард Ши
- Мэри Кейт Райан — Эми Вулф
- Коламба Хенеган — слесарь
- Хелена Уолш — первая уборщица
- Триона Уи Чонсдейл — вторая уборщица
- Мэри Стаффорд — Мэрион
- Ифи О’Грейди — Коллин
- Элизабет Костелло — женщина в кровати
- Селин Кёртин — водитель автобуса

## Факты
Роль Обри, дочери Уилла Саута, играет дочь Грега Эвигана, исполнителя роли Уилла. Это была её первая роль в кино, в дальнейшем она стала киноактрисой, как и её отец.

## Реакция
Кэрин Джеймс из The New York Times сказала, что в фильме есть «несколько по-настоящему страшных моментов, но он больше похож на урезанную версию „Экзорциста“, чем на настоящий фильм Роджера Кормана. Это не для слабонервных или детей». TV Guide присвоил ему две звезды из пяти, отметив его как «эффективный шокер, который должен понравиться любителям жанра, несмотря на то, что в нём нет ничего такого, чего бы не видели в десятках подобных фильмов. Элемента супружеской напряженности как раз достаточно, чтобы нарушить предсказуемость механику сюжета „семья в опасности“ (не говоря уже об оживлении сюжета рядом сверхъестественных сексуальных моментов)» .